# Zoró (bichos esquisitos) Vol.1
Zoró [Bichos Esquisitos] Vol.01 é o primeiro álbum infantil do músico Zeca Baleiro, e o décimo primeiro de sua discografia.

## O álbum
Neste seu primeiro trabalho infantil, Zeca chamou uma legião de amigos e parceiros para participar. Entre os convidados estão Tom Zé, MPB4, Fernanda Abreu, Walter Franco e seu filho Diogo Franco, Landau, Blubell, MC Gaspar, Carlos Careqa, a Turma da Paçoca, Natália Matos, Alzira E, Tetê Espíndola, Wado e o violeiro mineiro Chico Lobo, além de um dream team de músicos multi-instrumentistas.

### Pré-lançamento
Para comemorar o dia das crianças, que é comemorado no dia 12 de outubro, a data de lançamento escolhida foi o dia 10 de outubro, para que desse tempo de os pais presentearem a molecada.
Assim, a canção Girafa Rastafári foi a primeira faixa a ser divulgada, ainda no dia 07 de outubro.
O lançamento digital do álbum datou-se em 10 de outubro de 2014, enquanto o formato físico chegou às lojas no dia 14/10.
Depois do lançamento do álbum em cd, o álbum será lançado em DVD, com animações assinadas por grandes animadores brasileiros, como Marcos Faria, Catapreta, Marcelo Presotto, Dani Libardi, Deeper e Marcelo Amiky, além do argentino Tomas Rajlevsky, do Wake Studio.
Por fim, foi-se criado um site especial para o álbum, onde é possível conhecer mais sobre o trabalho.

## Prêmios e Indicações
| Ano  | Prêmio                          | Categoria             | Resultado | Ref         |
| ---- | ------------------------------- | --------------------- | --------- | ----------- |
| 2015 | 26° Prêmio da Música Brasileira | Melhor Álbum Infantil | Venceu    | [ 5 ] [ 6 ] |

### Faixas
| #  | Nome                                        | Convidado/Part. especial          | Composição   | Duração |
| -- | ------------------------------------------- | --------------------------------- | ------------ | ------- |
| 1  | O Ornitorrinco                              |                                   | Zeca Baleiro | 2:24    |
| 2  | Nunca Vi a Baleia Mamar                     |                                   | Zeca Baleiro | 1:18    |
| 3  | Joaninha Dark                               | Fernanda Abreu                    | Zeca Baleiro | 3:00    |
| 4  | A Serpente Que Queria Ser Pente             |                                   | Zeca Baleiro | 2:21    |
| 5  | Onça Pintada                                |                                   | Zeca Baleiro | 2:19    |
| 6  | Dona Libélula                               | Tom Zé                            | Zeca Baleiro | 1:38    |
| 7  | Canção para Ninar Rinocerontes              |                                   | Zeca Baleiro | 0:53    |
| 8  | Tatu Tá?                                    | Guilherme Kastrup & Natália Matos | Zeca Baleiro | 0:39    |
| 9  | Girafa Rastafári                            |                                   | Zeca Baleiro | 2:20    |
| 10 | Pula, Canguru                               | MC Gaspar                         | Zeca Baleiro | 2:00    |
| 11 | O Pardal                                    |                                   | Zeca Baleiro | 1:49    |
| 12 | O Hipopótamo                                | MPB-4                             | Zeca Baleiro | 1:47    |
| 13 | Tubarão Que Toca Tuba                       |                                   | Zeca Baleiro | 0:33    |
| 14 | Calango do Calango                          |                                   | Zeca Baleiro | 2:01    |
| 15 | Minhoca Dorminhoca                          | Blubell                           | Zeca Baleiro | 2:26    |
| 16 | Cantiga do Grilo                            |                                   | Zeca Baleiro | 0:51    |
| 17 | Tigre de Bengala                            | Landau                            | Zeca Baleiro | 2:39    |
| 18 | Deu Zebra                                   |                                   | Zeca Baleiro | 2:55    |
| 19 | Urso Polar                                  | Alzira E. & Tete Espíndola        | Zeca Baleiro | 2:24    |
| 20 | Morcego Sanfoneiro                          |                                   | Zeca Baleiro | 0:25    |
| 21 | Macacada                                    | Turma da Paçoca                   | Zeca Baleiro | 2:57    |
| 22 | Peixe-Elétrico                              | Wado                              | Zeca Baleiro | 1:52    |
| 23 | Hiena Ri                                    |                                   | Zeca Baleiro | 1:12    |
| 24 | Maria Fedida                                |                                   | Zeca Baleiro | 2:15    |
| 25 | Coruja Nenén                                | Carlos Careqa                     | Zeca Baleiro | 1:48    |
| 26 | Pulga da Sorte                              |                                   | Zeca Baleiro | 1:03    |
| 27 | A Tartaruga Com um Relógio em Cima do Casco | Walter Franco & Diogo Franco      | Zeca Baleiro | 1:23    |
| 28 | Um Rato Diz                                 |                                   | Zeca Baleiro | 0:28    |